# Cox (Hiszpania)
Cox – gmina w Hiszpanii, w prowincji Alicante, we wspólnocie autonomicznej Walencja, o powierzchni 16,76 km². W 2011 roku liczyła 7077 mieszkańców.